# Dobropoljana
Dobropoljana je naselje na severovzhodnem delu otoka Pašmana, ki upravno spada pod občino Pašman Zadrske županije. Naselje leži ob istoimenskem zalivu, v vznožju najvišjega 274 mnm visokega vrha Bokolj, ob lokalni cesti Pašman - Ždrelac.
Otoški prebivalci se v glavnem ukvarjajo z gojenjem vinske trte, oljk in lovljenjem rib. Klima na otoku je ugodna. Povprečna januarska temperatura znaša 6,5 julijska pa 24,4 °C. Manjše pristanišče je dobro zaščiteno pred južnimi in zahodnimi vetrovi.

## Zgodovina
Naselje se v starih listinah prvič omenja 1270. Bolj intenzivno pa so kraj pričeli naseljevati v 17. stol. pribežniki iz okolice Zadra, ko so se umikali pred vdori Turkov.

## Demografija
| Pregled števila prebivalcev po letih | Pregled števila prebivalcev po letih | Pregled števila prebivalcev po letih | Pregled števila prebivalcev po letih | Pregled števila prebivalcev po letih | Pregled števila prebivalcev po letih | Pregled števila prebivalcev po letih | Pregled števila prebivalcev po letih | Pregled števila prebivalcev po letih | Pregled števila prebivalcev po letih | Pregled števila prebivalcev po letih | Pregled števila prebivalcev po letih | Pregled števila prebivalcev po letih | Pregled števila prebivalcev po letih | Pregled števila prebivalcev po letih |
| ------------------------------------ | ------------------------------------ | ------------------------------------ | ------------------------------------ | ------------------------------------ | ------------------------------------ | ------------------------------------ | ------------------------------------ | ------------------------------------ | ------------------------------------ | ------------------------------------ | ------------------------------------ | ------------------------------------ | ------------------------------------ | ------------------------------------ |
| 1857                                 | 1869                                 | 1880                                 | 1890                                 | 1900                                 | 1910                                 | 1921                                 | 1931                                 | 1948                                 | 1953                                 | 1961                                 | 1971                                 | 1981                                 | 1991                                 | 2001                                 |
| 164                                  | 159                                  | 180                                  | 225                                  | 243                                  | 263                                  | 300                                  | 304                                  | 341                                  | 338                                  | 314                                  | 398                                  | 278                                  | 402                                  | 274                                  |